# Culture des céréales dans les années 1930
Cet article présente l'histoire de la culture des céréales dans les années 1930.

## Années 1930
Les États interviennent pour réguler l'énorme marché mondial du blé qui a émergé à l'issue des années 1920 et contre le Krach de 1929. Un Indian Council of Agricultural Research est fondé dès 1929. Il est suivi par : l'Agricultural Adjustment Act, socle du New Deal du président américain Franklin Delano Roosevelt en 1933 ;
- le Conseil agricole australien de 1933 ;
- la Commission canadienne du blé en 1935 ;
- l'Office national interprofessionnel des grandes cultures (ONIC) français de 1936.

Face à la surproduction chronique de céréales et aux faibles prix, l'Accord international sur le blé de 1933 organise la première réduction concertée de l'offre mondiale. Dès 1927, c'était l'objectif du Canada, qui a depuis 1925 la moitié du commerce mondial du blé et organisé le Pool canadien du blé et le président américain Roosevelt appuie son orientation volontariste en 1933, alors que les pays européens sont plus divisés : la France est à l'abri d'une série de lois douanières, générant des prix plus élevés qu'en Belgique alors l'Angleterre ne cultive plus en 1935 que 756 000 hectares de blé, huit fois moins que les 5,3 millions d'hectares français.

### Nouvelles routes des grands navires céréaliers

Route suivie par le HBRY et ses divers embranchements.

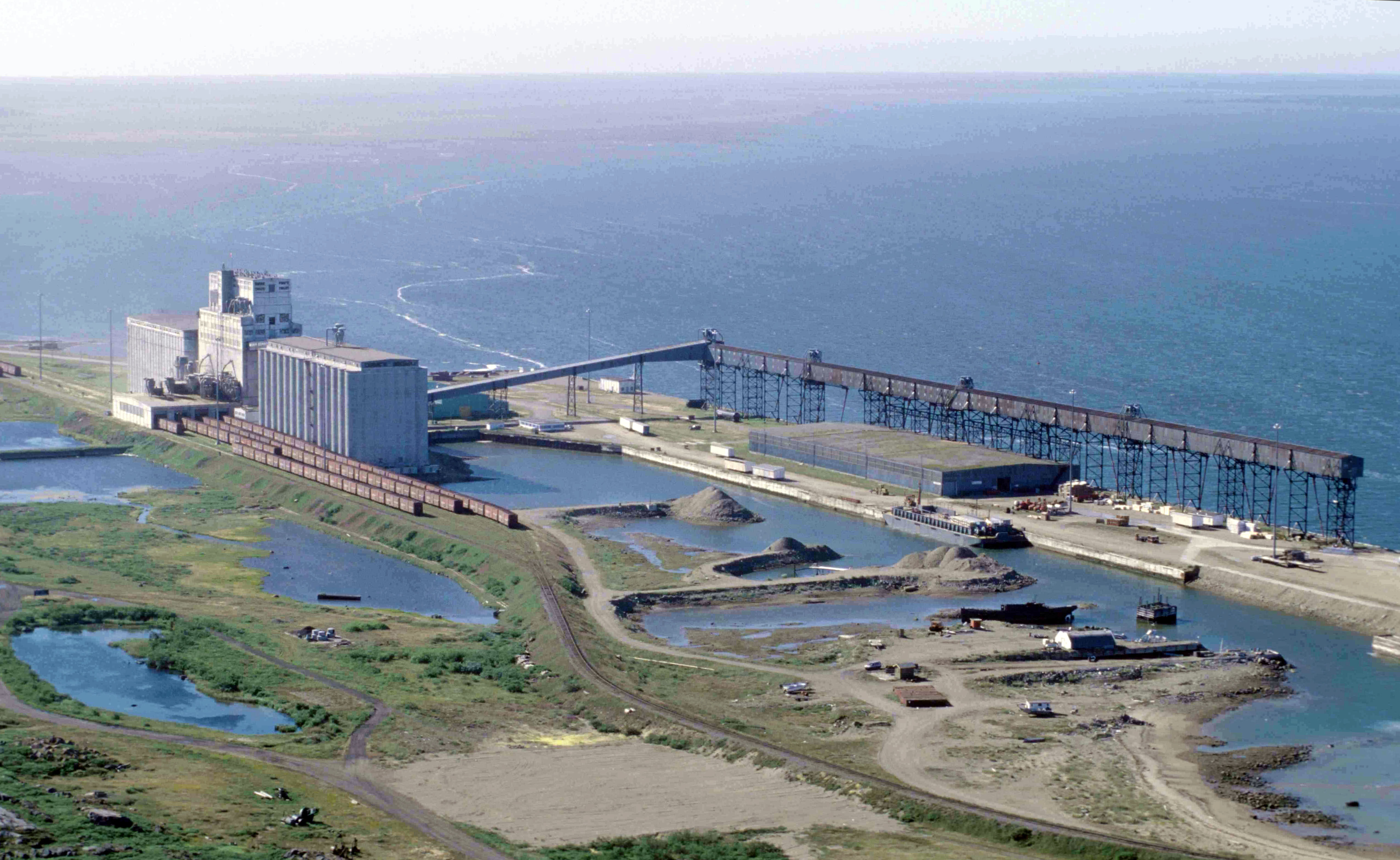
Port de Churchill

Le 29 mars 1929, le Canada achève le chemin de fer de la Baie d'Hudson, victoire pour les fermiers des Prairies qui souhaitaient depuis longtemps avoir accès à la baie d'Hudson. Le port servira surtout à la Commission canadienne du blé (90 % du trafic). Grâce au blé du grand nord canadien, au milieu des années 1930, l'Angleterre est le plus gros pays importateur de blé au Monde, avec 6 millions de tonnes, dont la moitié vient du Canada. Le marché mondial génère alors un trafic énorme, toute l'année. Fin août et septembre, un puissant fleuve de blé arrive de Montréal et New York vers Liverpool, Londres, Hambourg, Anvers, et Rotterdam. Les cargos se hâtent de quitter aussi le port de Churchill, sur les rives de la Baie d'Hudson, dans le Manitoba, avant que les glaces ne les bloquent.
Un second flux de cargos céréalier, navires vraquier spécialisé dans le transport de céréales, qui prendront bientôt la taille moyenne, dite Panamax, va de Bahía Blanca, Rosario, Buenos Aires vers l'Europe occidentale qu'il ravitaille en décembre et janvier. Un troisième part de Melbourne fin janvier, puis une flottille de voiliers quitte en février ou mars le golfe Spencer pour apporter en trois mois à Londres, par le Cap Horn, le blé ensaché. Les navires céréaliers traversent aussi l'océan Indien, de Karachi vers l'Angleterre. De grandes routes du blé traversent aussi la mer Noire, des ports du Danube (Braïa et Galatz) vers Rotterdam et Anvers et surtout de celui Nikolaïevsk, où l'URSS a fait construire le plus grand des Silos-élévateurs à grains, d'Europe, mais également la Méditerranée, de l'Afrique du Nord vers Marseille, Gênes et Naples.

### L'ancêtre de la FAO et les botanistes alertent sur la diversité génétique
En 1927, la question de la conservation des semences de variétés de céréales « de pays » fait l'objet de réflexions soutenues lors du congrès international d'agriculture, organisé à Rome par l'Institut agronomique international, précurseur de la FAO. Les agronomes y expliquent que les sélectionneurs seront victimes d'une diversité génétique trop réduite pour renouveler les semences : des recommandent de conserver les variétés anciennes, par les paysans eux-mêmes, ou dans des écoles. Le travail de Nikolaï Vavilov, issu de la brillante génération de généticiens (Philipchenko, Serebrovsky, Timoféef-Ressowsky, Dobzhansky…) qui dominèrent la biologie soviétique dans les années 1920, commence à porter timidement ses fruits.
Ces réflexions s'accélèrent lors de la crise des années 1930. Mais seule l'Autriche prend des mesures et seulement pour quelques années. Aux États-Unis, les botanistes Harry Harlan et Mary Martini lancent en 1936 un appel à la conservation des semences, qui aura un écho important chez les agronomes, mais chez les diplomates, l’heure est plutôt à l’exaltation des promesses de la génétique. La disparition d’une partie des ressources génétiques par remplacement de variétés traditionnelles restera même négligée par la jeune Organisation des Nations unies. Pourtant, en 1940, la collection de l'Institut Vavilov à Léningrad a déjà réuni un total de 250 000 accessions, dont 30 000 pour le blé. L'Institut Vavilov facilite ainsi une "pensée géographique" des gènes agricoles, de leur répartition et de leur diversité, sur la base du concept de « centres d’origine », zones de domestication d’une plante, plus riche en diversité. Lors du siège de Léningrad par les nazis, le personnel de la banque de gènes de l'Institut Vavilov préfère souffrir de la faim que manger les graines dont il assure la garde  et neuf d'entre eux en périssent.
L'appel d'Harry Harlan et Mary Martini sera repris beaucoup plus tard au sein de l'"International Biological Program" de 1964 à 1974. Le Code international pour la nomenclature des plantes cultivées considère cependant qu'une variété de céréales « de pays » n'est ni assez uniforme ni suffisamment stable pour avoir un statut de cultivar.

### Le blé talonne le riz à l'échelle mondiale
Après la très forte expansion des années 1920, la production mondiale de blé approche de 125 millions de tonnes, plus très loin 138 millions de tonnes de riz, nourriture, parfois exclusive, de plus du quart de l'humanité. L'expansion du blé est surtout territoriale : sa superficie cultivée atteint 133 millions d'hectares en 1935, deux fois et demie les 55 millions d'hectares de riz. Le blé a chassé la végétation naturelle des graminées de la prairie américaine, de la pampa argentine, et de la steppe russe. L'homme a pu adapter à des conditions de climat très variées en sélectionnant les espèces, autour de deux axes :
- Le blé tendre de printemps, des pays nordiques[2] et climats continentaux rudes, est désormais semé au printemps en Ukraine et au nord des États-Unis. Grâce à lui, la Sibérie occidentale et le Canada, qui dispose d'une large palette de blé sont devenus de gros producteurs. C'est le blé du pain[2].
- Le blé dur d'hiver, semé en automne pour germer et former en jeunes plants qui restent en phase végétative pendant l'hiver, s'étend lui dans les climats océaniques mais aussi les climats secs. C'est le blé des pâtes alimentaires. De grands travaux d'irrigation ont étendu sa culture jusqu'au Désert du Thar, en Égypte[2]. Aux États-Unis, 99 % des terres irriguées dans l'Arizona sont cultivées en céréales[2].

### L'Agence agricole et les lois du président Roosevelt après la crise de 1929
La Grande Dépression subit la déflation agricole des années 1930, causée par la crise de 1929. Le 12 mai 1933 l'Agricultural Adjustment Act, est voté en plein New Deal du président américain Franklin Delano Roosevelt, sous le conseillé par Henry Wallace. Il crée l'Agricultural Adjustment Administration, agence chargée du contrôle du versement des subventions et de redonner de la valeur aux récoltes des |15 millions d'agriculteurs américains, proches de la ruine,.
La crise est aggravée par le Dust Bowl (« Bol de poussière »), combinaison des tempêtes de poussière et sécheresse, qui dévaste les récoltes et provoque l'érosion des grandes plaines durant une dizaine d'années, jetant des milliers de fermiers sur les routes, en direction de l'ouest. Dans Les Raisins de la colère, le romancier John Steinbeck décrit de façon poignante cette période de l'histoire américaine. La crise écologique provoquée par le Dust Bowl conduisit le gouvernement américain à créer le Soil Conservation Service (en), appelé aujourd'hui Natural Resources Conservation Service (en), organisme chargé de la sauvegarde des ressources naturelles.
La loi de 1933, qui s'inspire de lois canadiennes de la décennie précédente, exige des crédits à faible taux et des indemnités compensatrices pour les agriculteurs acceptant de ne pas cultiver une partie de leurs terres, afin de réduire l'offre pour déclencher une hausse des prix des productions agricoles. C'est la période où ont été créés les premiers programmes en faveur des fermiers, en particulier des céréaliers.
Les modalités d'intervention du gouvernement évolueront, mais trois catégories de produits vont continuer à relever chacune d'un traitement distinct :
- les grandes cultures bénéficient d'aides directes octroyées sous certaines conditions (céréales, coton) ;
- les produits soutenus au moyen de prix garantis (sucre, lait, oléagineux) et, le cas échéant, de protections aux frontières relativement élevées (sucre, lait) ;
- les productions ne bénéficiant pas d'aides directes ni de prix garantis, mais pour lesquelles des formes particulières d'intervention publique sont éventuellement prévues (viandes, fruits et légumes, etc.).

### Accord international sur le blé de 1933
La négociation de l'Accord international sur le blé de 1933 a été précédée de six années de négociations. Dès la conférence économique internationale à Genève en 1927, les producteurs de céréales manifestent pour la première fois leur volonté de coopérer à la régulation de l'offre et des prix mondiaux. Une première conférence céréalière eut lieu à Londres en mai 1931. Les participants y approuvent le principe d'une réduction des emblavures dans les pays producteurs. En 1933, dans plusieurs pays producteurs des lois protectionnistes et interventionnistes voient le jour. La France vote ainsi le 26 janvier une loi de « défense du marché du blé » qui prévoit un mécanisme de stock régulateur pour faire rebondir les cours en cas de baisse et le 14 avril, une autre loi autorise le ministère de l'agriculture à lutter contre les excédents en créant des primes pour inciter les céréaliers français à viser de nouveaux marchés comme l'alimentation animale.
La Société des nations a organisé cette année-là un très important sommet économique et monétaire à Londres en vue de régler les problèmes d'endettement, de protections commerciales douanières et de stabilité des monnaies, qui lui semblaient interdépendants. Les représentants des pays producteurs y relancent l'idée d'un accord international sur le blé. Il est conclu le 25 août 1933, entre 9 pays exportateurs et 13 pays importateurs, soit quasiment tous les participants aux échanges internationaux de blé. Ils ont amendé et affiné un texte prévoyant le contingentement de la production et des exportations en vue de stabiliser le prix mondial et d'éviter qu'une course aux exportations, subventionnées ne provoque une surproduction. Le Canada a joué un rôle prépondérant dans ce premier Accord international, car les quatre principaux exportateurs (États-Unis, Canada, Australie et Argentine) acceptent tous de réduire leurs exportations de 15 %, sacrifice coûteux. Le nouveau président américain Roosevelt souhaite en particulier provoquer une hausse du prix du blé. En contrepartie, les pays importateurs s'engagent à éviter une augmentation de leur propre production.
Le texte final institue des quotas à l'exportation en fonction du volume estimé des importations, pour 1933-1934, soit 15,2 millions de tonnes. Il a par exemple prévu pour les États-Unis, un plafond de 48 millions de boisseaux. Il précise que si le blé atteint un certain prix, calculé par rapport à l'or, et s'y maintient pendant plus de seize semaines, les pays importateurs doivent abaisser leurs droits de douane, afin que leurs propres producteurs ne soient pas encouragés à ensemencer davantage de blé. Même si ce premier accord n'a duré que peu de temps, il sert de modèle à ceux adoptés après la guerre, sous l'égide de l'ONU, qui ont préfiguré les premières négociations sur le GATT.
Malgré l'enthousiasme qu'il suscite, l'Accord international sur le blé de 1933 – qui portera progressivement sur toutes les céréales – va rencontrer des difficultés croissantes. Au lieu d'augmenter, le prix du blé baisse, même s'il s'établit sur les marchés américains à un niveau bien supérieur à celui du marché international, les exportations américaines diminuant.
Ce n'est pas le cas de tous les pays : l'Argentine, faute de disposer des capacités de stockage suffisantes, ne parvient pas à respecter son contingent d'exportation et le dépasse même d'un million de tonnes dès l'exercice agricole 1933-1934. La « Décennie infâme » des années 1930 est marquée par la corruption des gouvernements militaires argentins, issus d'un putsch en 1930, qui pensent compenser la baisse mondiale des prix agricoles par la préférence pour l'élevage intensif des grands propriétaires.
Contrairement à leurs engagements, les pays importateurs n'abaissent pas leurs droits de douane : les dispositions prévoyant une réduction de la production de 15 % des pays exportateurs restent donc lettre morte. De nombreux accords conclus pendant et après la dépression des années 1930 se préoccupent moins de réduire la variabilité des prix autour de leur tendance générale que de ne pas les laisser tomber en dessous d'un certain niveau. L'influence que la variabilité des rendements et de la production agricole exerce sur celle des prix et des revenus n'a en général pas été modifiée par ce genre d'accord, même si la moyenne générale des prix semble soutenue par l'attention accordée par les signataires au prix plancher qu'ils semblent déterminés à défendre. Malgré les échecs cumulatifs qui suivent, le comité consultatif sur le blé et le secrétariat mis en place par l'Accord international sur le blé de 1933 sont chargés de faire un rapport sur la situation mondiale du blé et de préparer un nouvel accord.

### Après 1936 en France, l'ONIB/ONIC et la régulation des excédents
Le 15 août 1936, le Front populaire créé l'Office national interprofessionnel du blé (ONIB), confié de 1936 à 1940 à Henri Patizel, président de la coopérative agricole de stockage et de meunerie de l’arrondissement de Vitry-le-François. Dans une France encore à 50 % rurale, il faut garantir des revenus stables aux producteurs, par une politique dirigiste de prix. Placé sous contrôle ministériel, l'ONIC a le monopole de l'exportation et de l'importation du blé comme de la farine, afin de prévenir les colères paysannes. Fermiers, coopératives, minotiers, intermédiaires et consommateurs doivent s'y concerter, pour trouver un « juste prix ». Faute d'accord, le gouvernement décide, les deux premières années. Un sénateur de droite, Charles Desjardins, dénonce « le plus beau monument d'organisation marxiste que l'on connaisse ». La mise en place de l'ONIB, suscite aussi des frictions entre responsables céréaliers et gouvernement sur leur pouvoir effectif dans le fonctionnement de l’ONIB. Mais les effets positifs de la stabilisation des prix et la quasi-résolution du problème du financement des campagnes céréalières se font rapidement sentir auprès des producteurs.
L'ONIB ne détient pas seulement le monopole de l'importation et de l'exportation du blé, mais aussi de son achat via des « organismes stockeurs » : coopératives ou négociants agréés, ce qui accélère l’émergence de nouvelles coopératives céréalières. En 1939, l’ONIB recense 1 238 coopératives de céréales, d'une capacité de stockage de vingt millions de quintaux. L’Union syndicale des groupements agricoles et l’Union nationale des coopératives de vente et de transformation du blé sont dissoutes et fusionnées de force sous Pétain, qui rebaptise l'ONIB en ONIC (Office national interprofessionnel des céréales), futur Office national interprofessionnel des grandes cultures. La loi du 2 décembre 1940, dite « Charte paysanne », créé la Corporation nationale paysanne, menée par Jacques Le Roy Ladurie et Louis Salleron.
La Seconde Guerre mondiale puis la libération de la France rendent incontournable l'ONIC, qui fixera le prix du blé jusqu'en 1953. Ensuite, il accompagne la mise en place de la politique agricole commune, finalisée en 1962 par des mécanismes d'intervention sur le marché, qui coûtent cher mais offrent une visibilité aux grandes exploitations céréalières de Beauce et de Brie, modernes, compétitives et largement exportatrices, à une époque où la France veut des devises, car le système monétaire mondial explose dès 1971.

### Grandes famines de la collectivisation agricole en URSS
Entre la fin de 1932 et l’été de 1933, la faim fit en URSS près de sept fois plus de victimes que la Grande Terreur de 1937-1938, en deux fois moins de temps, car elle s'ajouta à une série de famines qui avaient débuté en 1931 et aux mauvaises conditions météorologiques de 1932. La collectivisation agricole forcée de 1929 en URSS et sa conséquence, la grande famine en Ukraine, la plus grave de l’histoire soviétique, se traduisent par une offensive lancée par Staline contre de prétendus koulaks accusés de stocker leur production pour faire monter les prix, des négociants accusés de se livrer à la spéculation, et de prétendus saboteurs accusés d'œuvrer pour des réseaux contre-révolutionnaires ou pour les puissances impérialistes. Staline veut imposer un développement rapide de l'industrie, financé par l'exportation de céréales et donc une hausse rapide des rendements agricoles, censée être obtenue par la collectivisation : le kolkhoze devient l'unité de base de production, via l'expropriation des paysans et notamment des plus prospères d'entre eux, tout particulièrement dans les régions les plus fertiles comme celles d'Ukraine, qui font l'objet de prélèvements si lourds que les paysans craignent pour leur survie et sont incités à cacher des réserves. Peu à peu, un pogrom est dirigé par l’État contre l’élite paysanne. Les routes qui menaient aux villes ukrainiennes, misérables mais mieux approvisionnées que les campagnes, furent entourées de barrages de police anti-paysans. En quelques mois, des centaines de milliers de paysans sont arrêtés, et plus de deux millions d'entre eux déportés,. Le taux de mortalité annuel pour mille habitants dans les campagnes, égal à 100 en 1926, sauta à 188,1 en 1933 dans l’ensemble du pays.
Les principales agglomérations de la Russie subissent elles aussi d'importantes pénuries, tandis que l'Ukraine doit faire face à une première grave disette pendant l'hiver 1928-1929. Parallèlement, la Grande Dépression, qui frappe les économies capitalistes s'aggrave et la république de Weimar, principale e partenaire commerciale, met en œuvre des politiques protectionnistes qui se traduisent par une dégradation des termes de l'échange : les exportations russes, censées augmenter, diminuent en fait de 22 %. La collectivisation, fondée sur l’importation de matériel industriel, aboutit à un échec et Staline l'interrompt, mais trop tard. Entre mai et juillet 1932, il prend une série de mesures de concessions envers les paysans, mais il faudra attendre 1933 pour que les approvisionnements s'intensifient. Les administrations de 250 kolkhozes sont dissoutes, et 146 Raions sur les 484 d'Ukraine connaissent des purges. Molotov, Kaganovič et Postyšev furent envoyés respectivement en Ukraine, dans le Caucase du Nord et dans le bassin de la Volga pour tenter de redresser la situation.
En Ukraine, l'État collecte 30 % de la production céréalière dès 1930, puis 42 % en 1931, année d'une mauvaise récolte, une succession d'événements qui conduisent l'Ukraine à un début de famine de mai à juillet 1932, pendant la période de « soudure » entre deux récoltes. Moscou ne consent à envoyer que 107 000 tonnes d'aides alimentaires au printemps 1932, après que les premiers cas de famine ont été déclarés, dans un contexte de pénurie généralisée en Union soviétique, causée par les décisions des dirigeants, qui ont largement surestimé la récolte de 1931-1932.
Le plan de collecte prévoyait une récolte de 99 millions de tonnes, après coup évaluée à 705 millions de tonnes par le commissariat à l'agriculture, des travaux contemporains suggérant même que la récolte réelle a probablement été comprise entre 57 et 65 millions de tonnes. En Ukraine, l'État parviendra finalement à réquisitionner 7,3 millions de tonnes de céréales pour un plan initial de 8 millions de tonnes. La récolte de 1932, quoique très faible, fut cependant plus élevée que celle de 1945 où il n’y eut pas de morts massives imputables à la faim. Le 7 août 1932 est promulguée la « loi des épis » qui permet de condamner à dix ans de camp ou à la peine de mort « tout vol ou dilapidation de la propriété socialiste ». De juin 1932 à décembre 1933, 125 000 personnes sont condamnées, dont 5 400 à la peine capitale, certaines pour avoir volé quelques épis de blé ou de seigle dans les champs.
En Ukraine, les victimes de la famine sont des millions, alors que l'URSS exporte près de 3,3 millions de tonnes de céréales entre 1932 et 1933 : 4,8 millions en 1931, puis 1,6 million en 1932 et 1,7 million en 1933, même si « seulement » 300 000 tonnes ont été exportées au cours des six premiers mois de 1933, l'essentiel des exportations de 1933 ayant eu lieu après la famine, à la suite de la nouvelle récolte. Ensuite, de janvier à juin 1933, environ 320 000 tonnes de céréales sont envoyées en Ukraine. Les collectes furent cependant insuffisantes dans les régions traditionnellement productrices de céréales .

Scène de rue à Kharkiv en 1933.

### Croissance des surfaces cultivées en riz à la fin des années 1930
Avant la Seconde Guerre mondiale, le commerce international du riz se caractérise par une faible proportion des quantités exportées par rapport aux quantités produites, moins de 5 % du total, ce qui le rend assez marginal avec seulement 17 % environ des quantités totales des céréales exportées. Trois pays : la Birmanie, le Siam et l'Indochine française fournissent à eux seuls 95 % environ des exportations de riz dans le monde, si l'on met de côté Formose et la Corée, qui produisent exclusivement pour le Japon. Pour autant, la fin des années 1930 voit un accroissement important des superficies cultivées en riz par rapport à la moyenne quinquennale de 1926-1927 à 1930-1931, ce qui fait qu'en 1938, le riz occupe la deuxième place de la production mondiale des céréales, immédiatement après le blé, avec 1 400 millions de quintaux contre 1 500 millions de quintaux pour le blé, même si la situation des diverses provinces chinoises, au sein de l'un des plus gros producteurs de riz du monde, est encore mal connue en matières de superficie, rendement à l'hectare, et production. Au cours des années 1930, l'Asie a vendu des quantités croissantes de céréales, blé des Indes ou riz du Siam, qui représentaient 3,3 % des exportations du tiers monde en 1930 et 12 % du total en 1937.
Le continent asiatique détient alors environ 95 % des superficies mondiales consacrées au riz. Les Indes anglaises, gros consommateurs, sont de gros importateurs, même si elles produisent beaucoup, alors que la Birmanie, au contraire, exporte chaque année d'importantes quantités de riz. Les deux zones représentent alors le tiers de la production mondiale, avec des rendements qui varient dans ces deux pays de 14 à 15 quintaux à l'hectare et un nombre de variétés cultivées est extrêmement élevé. De 27 à 28 millions d'hectares avant la Première Guerre mondiale, leurs surfaces cultivées sont passées à 33 à 34 millions d'hectares en 1938, soit une progression de plus d'un quart en un quart de siècle, une croissance freinées dans les années 1920 par l'importance des cultures de coton, de canne à sucre et de Jute (au Bengale), beaucoup plus rémunératrices.
En 1938 aussi, la Chine bénéficie de rendements nettement plus élevés, 25 quintaux de riz environ à l'hectare, grâce à l'investissement dans la préparation des terres, les travaux culturaux, et l'épandage des engrais, alors qu'elle consacre un peu plus de 18 millions d'hectares au riz, donnant une production de 480 millions de quintaux. Grâce à des recherches rizicoles toujours très poussées, le Japon a les rendements les plus élevés en Asie, de près de 39 quintaux à l'hectares, qui fournissent 123 millions de quintaux sur 3,2 millions d'hectares, mais reste un pays importateur de riz, surtout en provenance de Corée et Formose. En Indochine française, le rendement est extrêmement bas : 11 quintaux à l'hectare environ, qui produisent 'un peu plus de 63 millions de quintaux sur une superficie de 5,6 millions d'hectares ensemencés. Les recherches confiées à l'Office indochinois du riz, récemment créé, se heurtent alors à de graves problèmes parmi lesquels l'existence dans ces zones de plus de 2 000 variétés différentes de riz. La Cochinchine intervient à peu près exclusivement sur le marché international, grâce à sa très forte production, près de la moitié de toute celle de l'Indochine française.
L'autre grand exportateur, avec la Birmanie, est le Siam, dont l'économie repose sur la culture du riz, qui représente 70 % des exportations siamoises totales. En 1937-1938, sur près de 3 millions d'hectares, le Siam a récolté 47 millions de quintaux, grâce à une amélioration des méthodes culturales et à l'introduction de la culture mécanique qui, notamment dans le sud du pays, a donné de très bons résultats, sous l'impulsion du gouvernement, et grâce à toute une organisation de crédit.